# Cuáquero no teísta
Un amigo no teísta o cuáquero no teísta es alguien que se identifica y/o afirma las prácticas y procedimientos del cuaquerismo pero no acepta la creencia teísta de dios, un ser supremo, divinidad, deidad, alma o elemento sobrenatural.

Se dice "no teísta" a una rama distinta a la que siguieron los cuáquero originales seguidores del precursor George Fox. En realidad los cuáqueros puros son teístas, ya que el primer cuáquero George Fox era una persona muy espiritual que afirmaba hablar y servir a Dios, un Dios monoteísta. El término surgió cuando un juez inglés le acabó denominando "cuáquero" —por el término que significa tembloroso— al afirmar que temblaba ante la "Presencia de Dios", de ahí que sus a seguidores se les llamase cuáqueros. Posteriormente se desdibujó su arte y hoy día aparecen otras vertientes como la no teísta, centrada más en la ética y la moral, que la proclamada por su "fundador" un poco más tradicional y religiosa monoteísta.

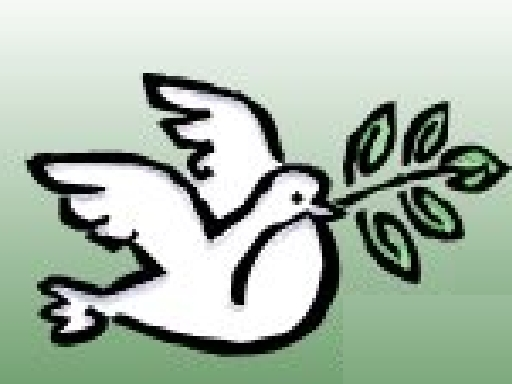
No teísta.

Algunos cuáqueros no teístas reivindican la influencia religiosa y política del reformador inglés Gerrard Winstanley (1609-1676) y de los Diggers o True Levellers, quien al morir es enterrado como cuáquero.
Sin embargo, el concepto "no teísta" aplicado al término cuáquero, es de origen anglosajón, es más amplio y ambiguo, pues incluye además de no creyentes y ateos, agnósticos de diferentes matices, panteístas, librepensadores, wiccanos, materialistas, etc. 
Los cuáqueros no teístas, al igual que los demás se interesan en la paz, la vida sencilla, la integridad, comunidad, ecuanimidad, amor al prójimo, la naturaleza, felicidad y justicia, tanto en la comunidad cuáquera como en la sociedad.
Los cuáqueros han comenzado recientemente a tener en cuenta de forma significativa las creencias no teístas en las comunidades, en la tradición de la búsqueda de la verdad. El no teísmo entre los cuáqueros data de la década de 1930, cuando algunos miembros en California se separaron del grupo para formar la Sociedad Humanística de Amigos (hoy en día forma parte de la Asociación Humanista Americana) y cuando Henry Cadbury, enseñó el agnosticismo a los alumnos de la Harvard Divinity School.
El término No-teísta fue publicado por primera vez en una publicación cuáquera de 1952 sobre objeción de conciencia. El primer taller no teísta en una Conferencia General de Amigos fue en 1976.